# Splavské rašeliniště
Splavské rašeliniště je přírodní památka ev. č. 928, zhruba 1 až 2 kilometry jihovýchodně od městyse Strážný v okrese Prachatice. Chráněné území zaujímá značnou část rozlehlé Stráženské slatiny v prostoru východně od silnice I/4 a západně od říčky Řasnice. Správa NP Šumava. Důvodem ochrany je údolní rašeliniště s typickou květenou.